# Masaki Okino
Masaki Okino (沖野 将基 Okino Masaki?), född 13 december 1996 i Nagasaki prefektur, är en japansk fotbollsspelare.
Okino började sin karriär 2015 i Cerezo Osaka. 2019 flyttade han till Blaublitz Akita.